# Superkontinent

Superkontinenty Laurasie a Gondwana

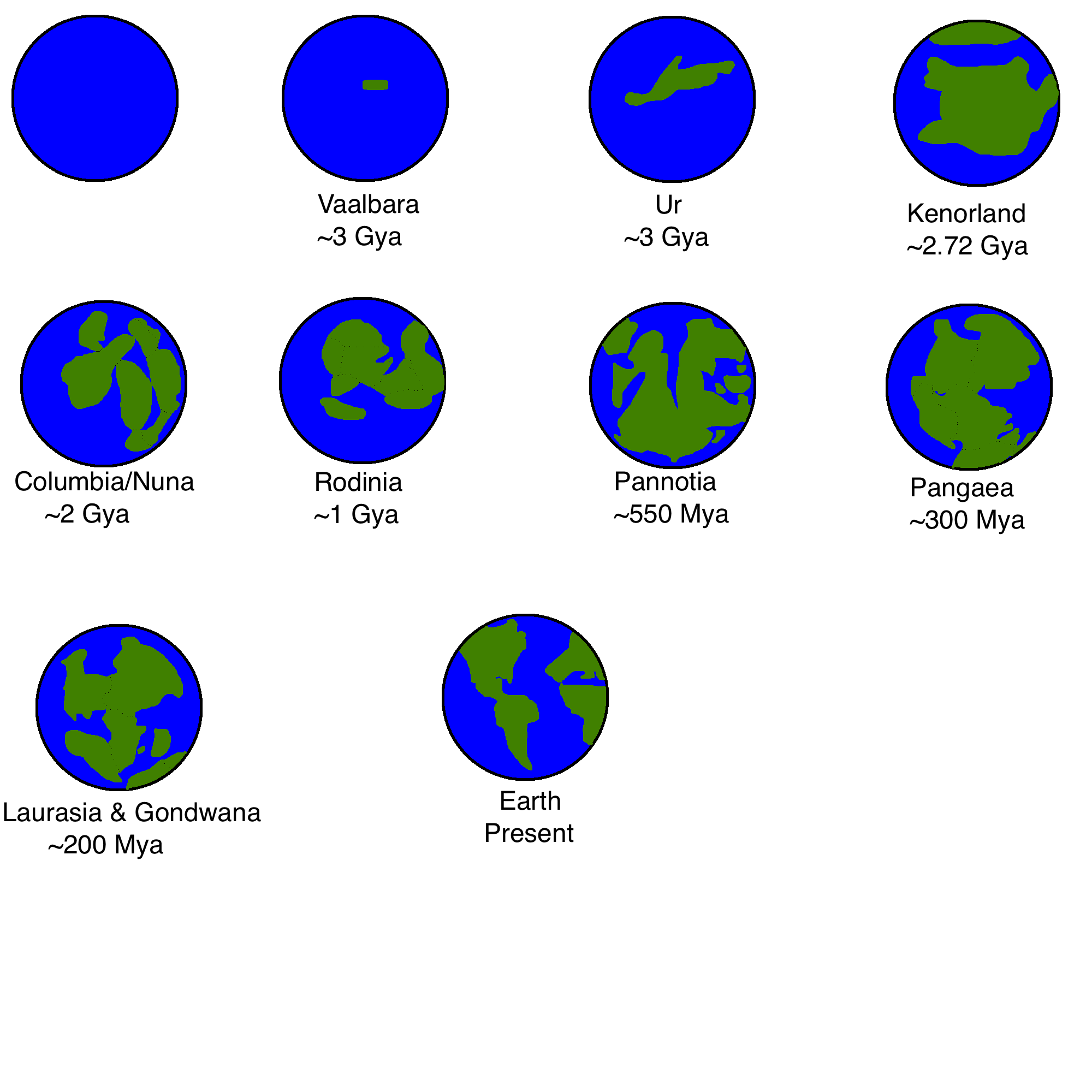
Superkontinenty v minulosti

Superkontinent vzniká spojením většiny kontinentů na Zemi. Zpravidla se jako definiční podmínka bere minimálně 75 % kontinentální zemské kůry (přesněji litosférických desek).
Geologické metody, založené na chemicko-mineralogických a paleomagnetických záznamech ve vyvřelinách a sedimentech a poskytují důkazy či aspoň indicie pro cyklický vznik superkontinentů v historii Země.
Jako první byl rekonstruován geologicky nejmladší superkontinent zvaný Pangea, a to Alfredem Wegenerem roku 1915 na základě teorie kontinentálního driftu.
Zformování prvního budoucího superkontinentu zvaného Pangea Proxima (též Pangea Ultima) se odhaduje za přibližně 250 milionů let.

## Cyklus
Datování zirkonů ze 40 světových řek odpovídá změnám ve formování superkontinentů a kyslíku v atmosféře. 
Podle studie došlo několikrát v historii Země ke zformování a následnému rozpadu superkontinentů, a to v rámci cyklů trvajících přibližně 600 milionů let.
Studie z r. 2023, založená na rekonstrukci oxidačních stavů granitického magmatu pomocí chemického obsahu příměsí ceru, uranu a titanu v krystalech sedimentárního zirkonu, poskytla podporu pro zformování superkontinentů Pangea, Gondwana (pokud je za superkontinent považován), Rodinia (před cca 1100 miliony let), Nuna, též zvaného Columbia (před cca 1800 miliony let) a seskupení zvaných Superia and Sclavia, uváděných jako superkontinent Kenorland (před cca 2600 miliony let).